# Lourel
Lourel é uma localidade portuguesa pertencente à vila e freguesia de Santa Maria e São Miguel, Município de Sintra, Distrito de Lisboa.